# CBUFT-DT
CBUFT-DT est une station de télévision britanno-colombienne de langue française située à Vancouver détenue par la Société Radio-Canada et faisant partie du réseau de ICI Radio-Canada Télé. Elle s'adresse aux Franco-colombiens.

## Histoire
Une partie de la programmation de Radio-Canada était diffusée sur CBUT (CBC Vancouver) les samedis et dimanches matins depuis 1973. CBUFT est entré en ondes le 27 septembre 1976 à 9 h 30 sur le canal 26 à partir des nouveaux studios de la CBC au 700 Hamilton Street.

## Programmation
La programmation de CBUFT est identique au réseau de Radio-Canada du Québec, mais décalée de 3 heures étant donné la différence de fuseau horaire, sauf pour les sports et événements en direct. Puisque son signal est redistribué sur le câble au Québec, cette caractéristique permet aux abonnés de revoir la programmation de Radio-Canada à une heure différente.
Localement, Le Téléjournal-Colombie-Britannique est produit tous les soirs à 18 h.

## Télévision numérique terrestre et haute définition
Lors de l'arrêt de la télévision analogique et la conversion au numérique qui a eu lieu le 1er septembre 2011, CBUFT a mis fin à la diffusion en mode analogique du canal 26 à minuit et a commencé à diffuser en mode numérique sur le même canal quelques minutes plus tard dans le format 720p. Ses ré-émetteurs continuent de diffuser en mode analogique.

## Antennes
La station opérait sept ré-émetteurs dans la province : Kelowna, Kamloops, Terrace, Prince George, Dawson Creek, Chilliwack et Kitimat, ainsi qu'un autre à Whitehorse, Yukon.
En avril 2012, à la suite des compressions budgétaires, Radio-Canada a annoncé la fermeture de tous ces émetteurs analogiques dès le 31 juillet 2012. L'émetteur numérique de Vancouver restera en fonction.